# Collegiata di Nostra Signora Assunta
La collegiata di Nostra Signora Assunta, o semplicemente collegiata dell'Assunta è un luogo di culto cattolico situato nel comune di Triora, in via Veneziano Giauni, in provincia di Imperia. La chiesa è sede della parrocchia omonima del vicariato di Levante e Valle Argentina della diocesi di Ventimiglia-San Remo.

## Storia e descrizione

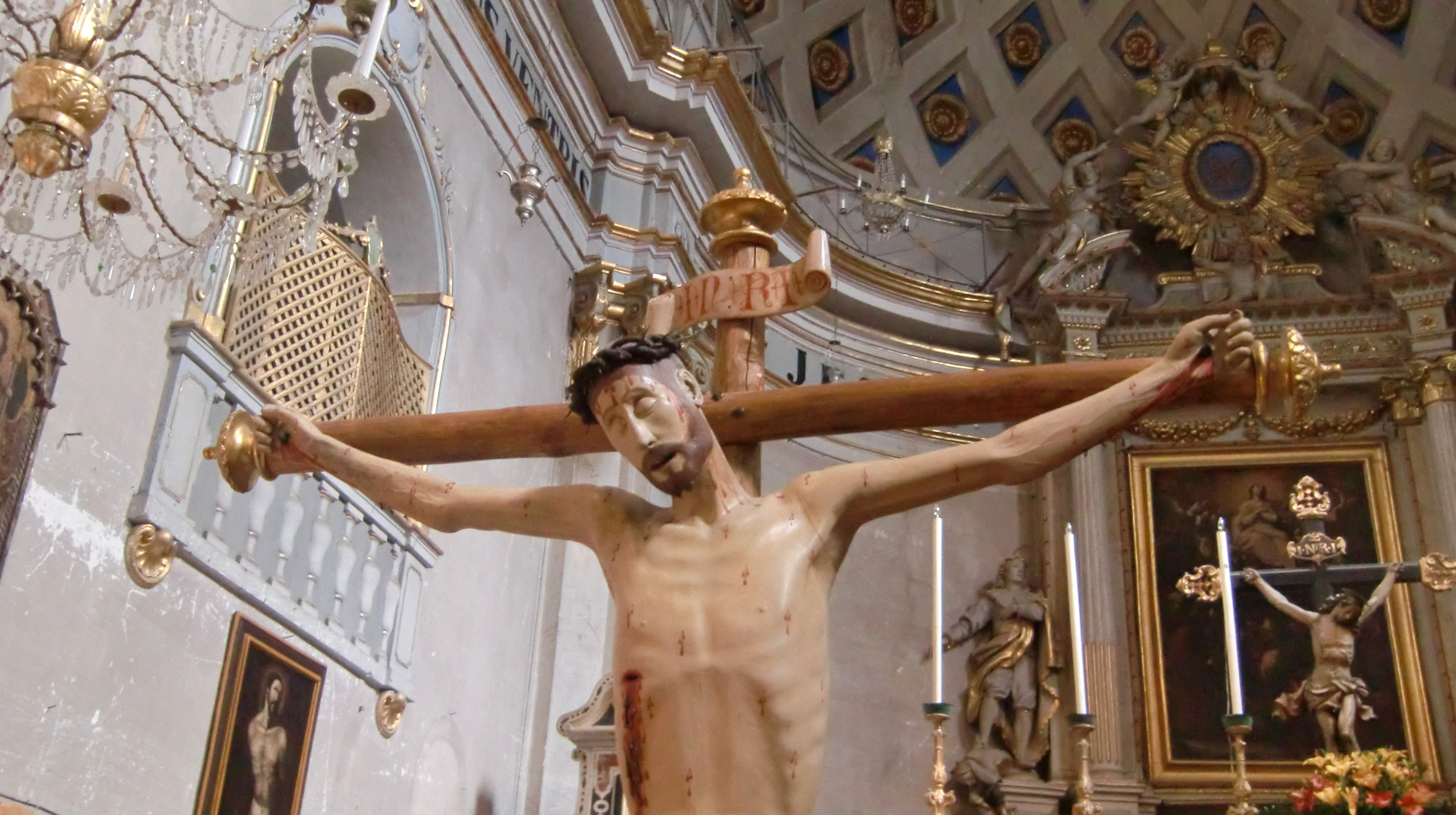
Particolare del crocifisso all'interno della collegiata

Secondo la tradizione locale, l'edificio sorse su un precedente tempio pagano, anche se le prime vere testimonianze risalgono in un disegno del XVIII secolo conservato nella parrocchia. La raffigurazione lo rappresenta in stile romanico-gotico a tre navate, che successivamente tra il 1770 e il 1775 vennero modificate da un impianto architettonico ad unica navata sotto la direzione dell'architetto Andrea Notari.
Nel 1556 qui venne trasferito il titolo di parrocchia dalla precedente, e abbandonata, chiesa dei Santi Pietro e Marziano fuori le mura del borgo.
Nel 1837 la facciata subì un notevole restauro convertendo il precedente stile in quello neoclassico, ricoprendola con lastroni di pietra nera locale. Dell'antico prospetto resta un pregevole portale con arco ad ogiva, composto da blocchi di ardesia alternati ad altri di marmo bianco.
Al suo interno è conservato un quadro a fondo oro, custodita nella zona del battistero, del pittore Taddeo di Bartolo raffigurante Gesù Cristo e san Giovanni Battista nel rito del Battesimo sulle rive del Giordano. Secondo studi più approfonditi il dipinto sembrerebbe risalente al 1397, divenendo uno dei più antichi quadri della Riviera di Ponente nel suo genere.
Presso i lati dell'altare maggiore i due dipinti della Pietà, a destra, e dell'Ecce Homo a sinistra, entrambi datati al XV secolo. Il quadro dell'Assunzione, presso l'ancona, è opera del triorese Lorenzo Gastaldi del 1690 che realizzò una copia fedele dell'omonimo dipinto di Guido Reni presente nella chiesa del Gesù e dei Santi Ambrogio e Andrea di Genova. Sull'altare maggiore è presente un crocifisso ligneo di Anton Maria Maragliano, mentre presso la balaustra in marmo del 1737 un altro crocifisso è datato al Quattrocento, e di probabile origine francese.

## Note

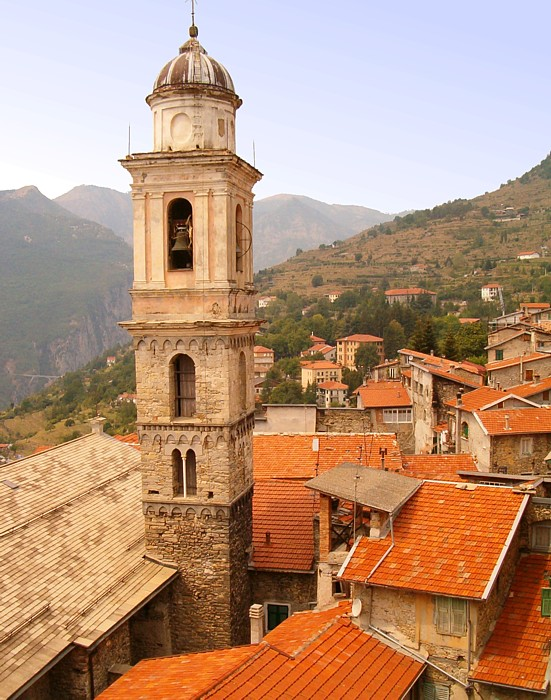
Il campanile della collegiata triorese